# Prefektura Išikawa
Prefektura Išikawa (japonsky 石川県, Išikawa-ken) je jednou ze 47 prefektur Japonska. Nachází se v regionu Čúbu (中部) na ostrově Honšú. Hlavním městem je Kanazawa.
Prefektura má rozlohu 4 185,22 km² a žije v ní přibližně 1,13 milionu obyvatel.

## Historie
Prefektura Išikawa vznikla spojením provincie Kaga (加賀) a provincie Noto (能登).

## Geografie

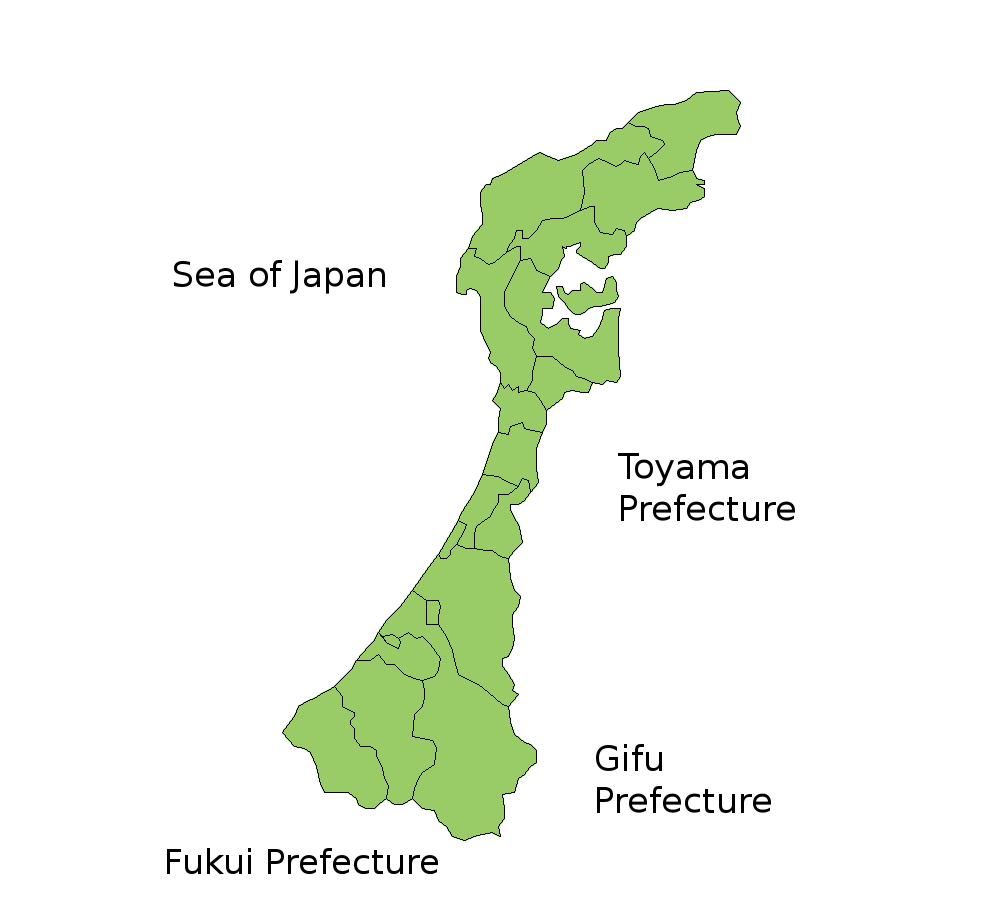
Mapa prefektury Išikawa

Prefektura Išikawa leží na pobřeží Japonského moře. Severní část prefektury tvoří úzký poloostrov Noto, jižní část je širší a převážně hornatá. Hlavní město Kanazawa leží v pobřežní nížině. K prefektuře rovněž patří několik ostrovů (Notodžima (能登), Micukedžima (見附), Heguradžima (舳倉島) ap.)
Prefektura Išikawa sousedí s prefekturami Fukui, Gifu a Tojama.

### Města

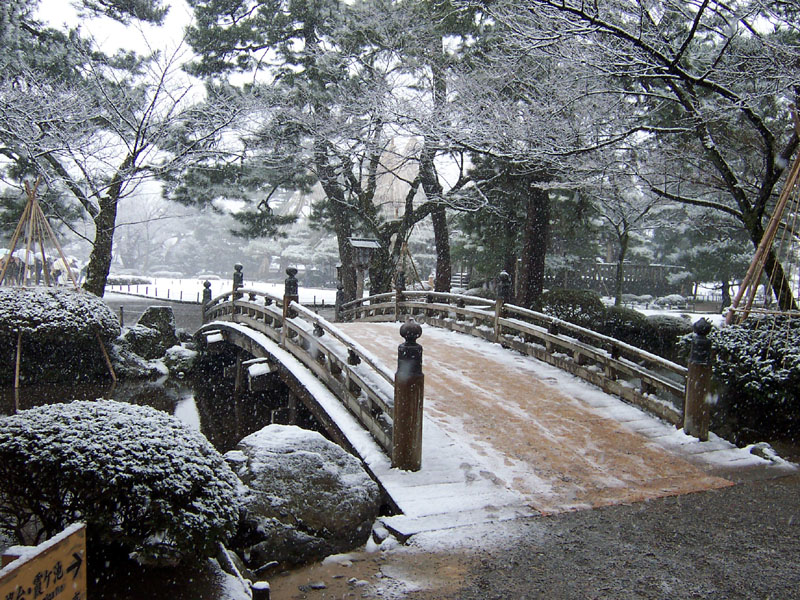
Most v zahradě Kenroku-en, která patří mezi „Tři nejkrásnější zahrady Japonska“

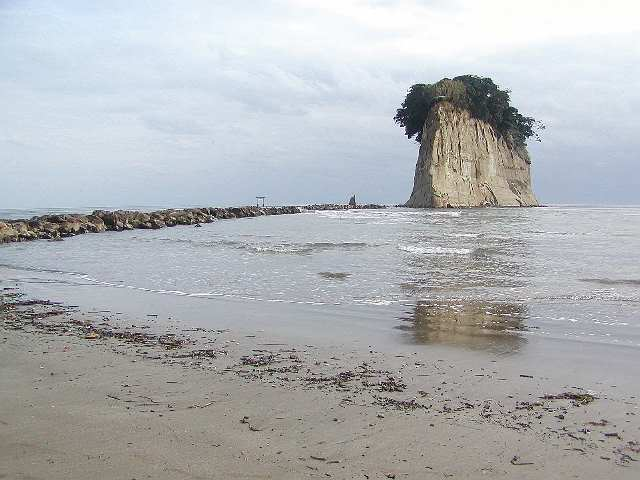
Neobydlený ostrov Micukedžima (見附) u města Suzu (珠洲)

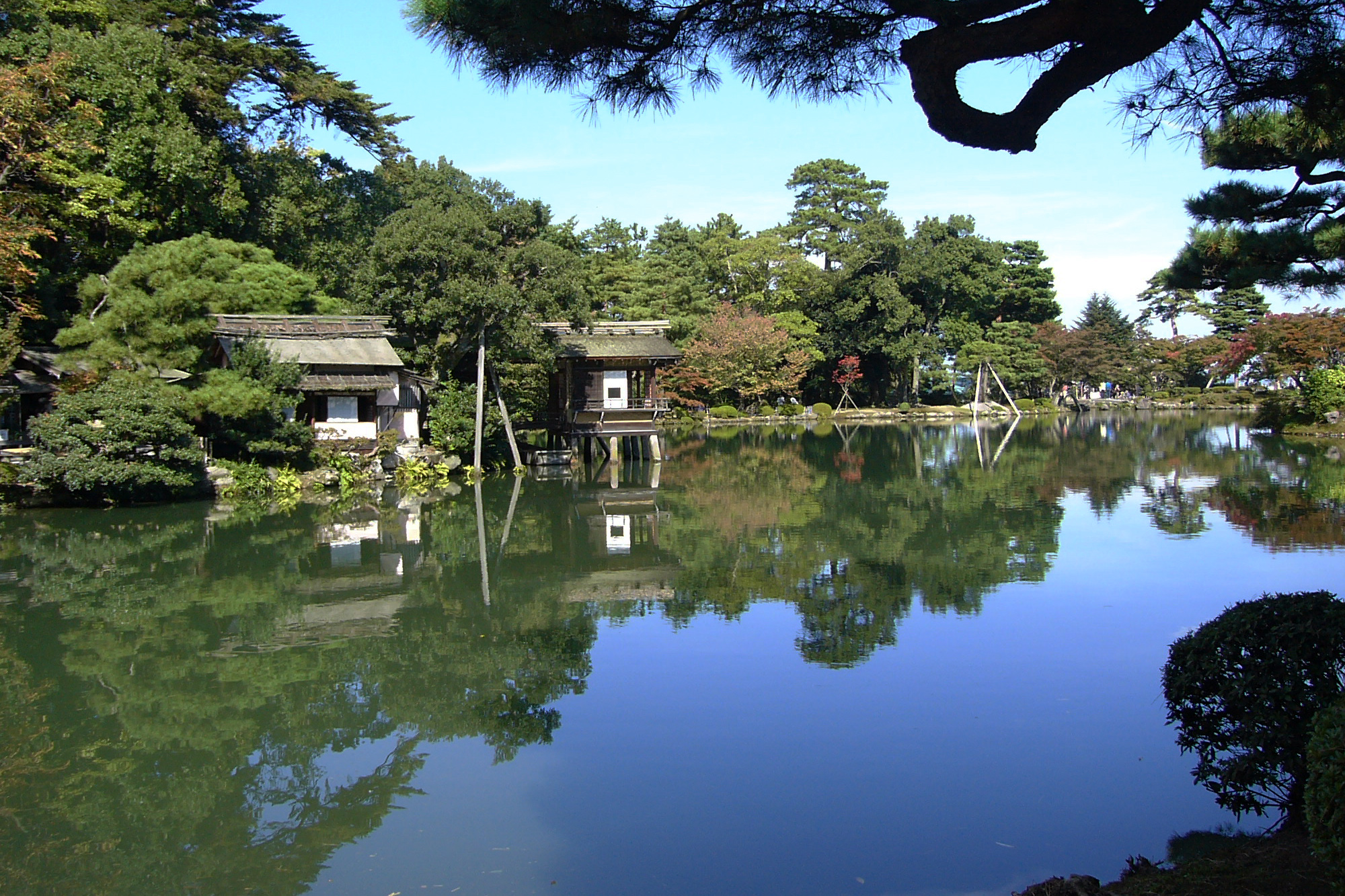
Zahrada Kenroku-en (兼六園) v listopadu

V prefektuře Išikawa je 11 velkých měst (市, ši):
| - Hakui (羽咋) - Hakusan (白山) - Kaga (加賀) - Kahoku (かほく) - Kanazawa (金沢, hlavní město) | - Komacu (小松) - Nanao (七尾) - Nomi (能美) - Nonoiči (野々市) (status města od 11. 11. 2011) - Suzu (珠洲) - Wadžima (輪島) |

## Hospodářství
Nejdůležitějším výrobním odvětvím v Išikawě je textilní průmysl (hlavně umělých vláken) a strojní průmysl.
Zahrada Kenroku-en (兼六園) v Kanazawě patří mezi „Tři nejkrásnější zahrady Japonska“.